# Ehrenzipfel

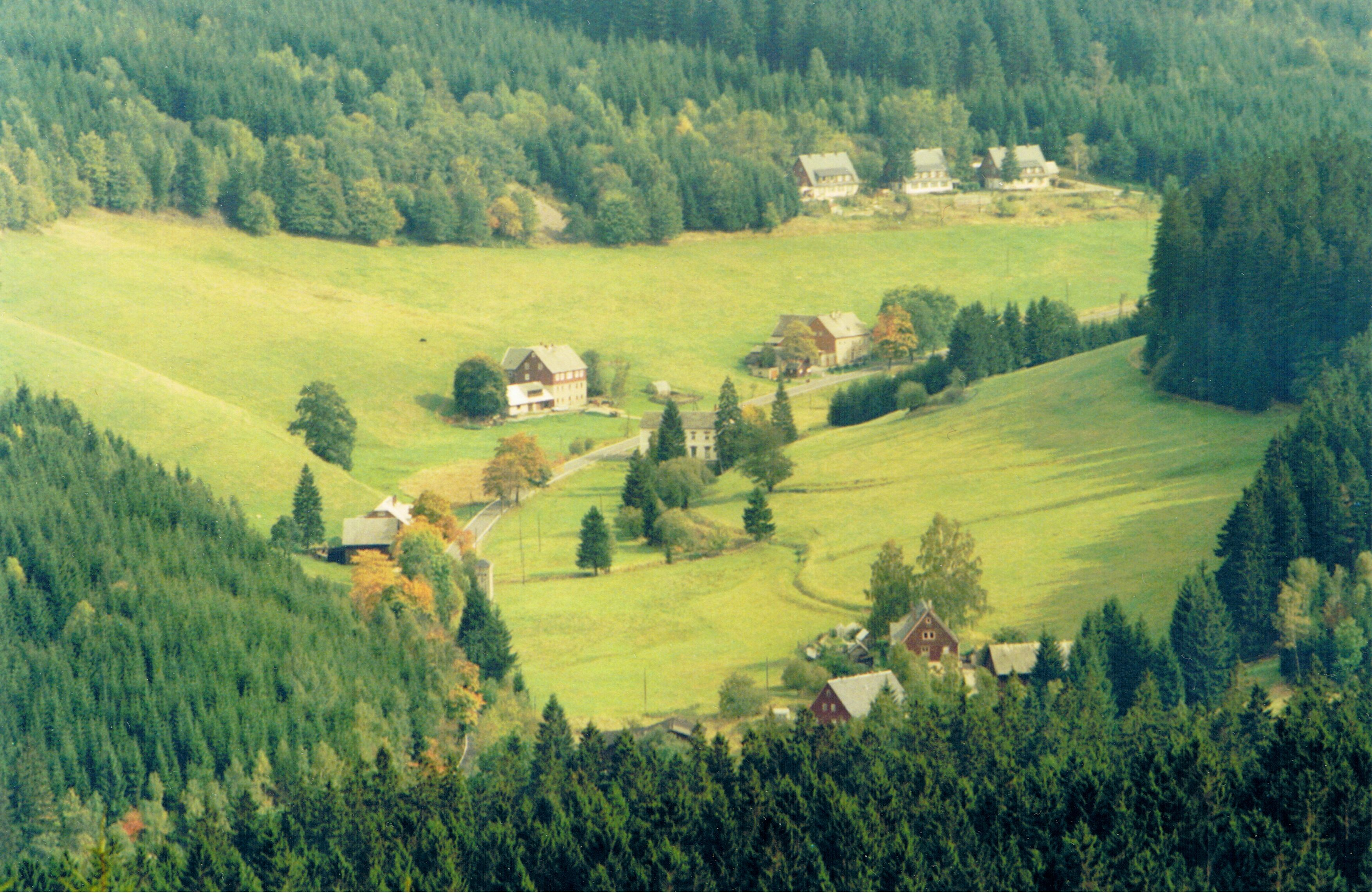
Ehrenzipfel 1990: Blick aus Richtung Südwesten

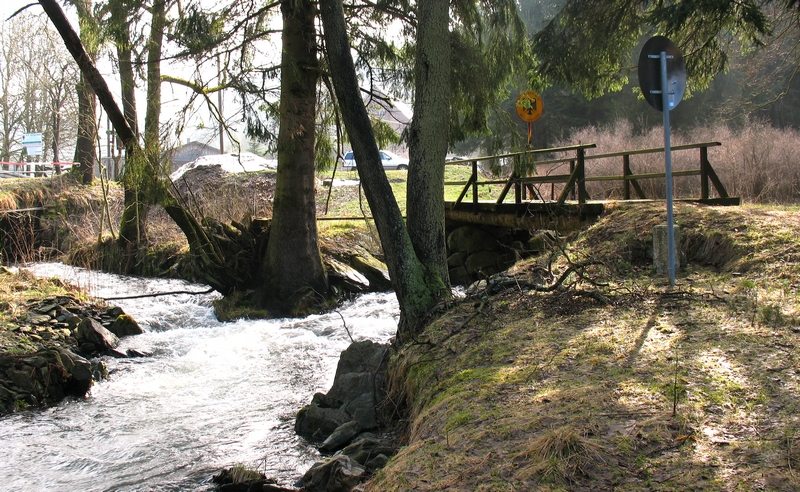
Zusammenfluss von Pöhlwasser und Goldbach an der deutsch-tschechischen Staatsgrenze (Bild links Pöhlwasser, rechts Goldbach)

Ehrenzipfel ist eine Häusergruppe in der Gemeinde Breitenbrunn/Erzgeb. im sächsischen Erzgebirgskreis.

## Geografische Lage
Ehrenzipfel liegt unmittelbar an der Grenze zur Tschechischen Republik im Tal des Pöhlwassers. Durch den Ort führt die Staatsstraße 271 von Raschau nach Oberwiesenthal.

## Geschichte
Im 17. Jahrhundert bestanden in Ehrenzipfel drei „alte Zechenhäußer“, deren Besitzern am 14. Dezember 1686 je ein Stück Acker („Raum“) eingeräumt wurde. Die Bezeichnung „alte Zechenhäußer“ bezeugt, dass die kleine Siedlung ihre Entstehung alter Bergbautätigkeit zu verdanken hat. Der Namenforscher Volkmar Hellfritzsch deutet den Ortsnamen als einen entlegenen Zipfel („errn zibbel“). Die Häusergruppe gehörte zunächst zu Oberrittersgrün, ab 1856 zur Gemeinde Rittersgrün und nach deren Eingemeindung im Jahr 2007 zur Gemeinde Breitenbrunn.
Im Jahr 1833 fand der Forstarbeiter Karl August Reißmann im Wald einen Meteoriten. Der 85 kg schwere und später als Rittersgrüner Meteorit bezeichnete Gesteinsbrocken befindet sich heute in der Mineralogischen Sammlung der Bergakademie Freiberg und als Kopie im Schmalspurbahnmuseum Rittersgrün.
Um 1900 nahm Ehrenzipfel einen Aufschwung als Sommerfrische. Dazu trug vor allem das beliebte Gasthaus zur Patscherei bei, das direkt an der Grenze auf böhmischer Seite stand. Es gehörte zum Goldenhöher Ortsteil Böhmische Mühle und wurde 1949/50 abgerissen. Weitere Erwerbszweige waren neben Landwirtschaft zwei mit Wasserkraft betriebene Holzschleifereien (Max und Albert Reißmann, Ottomar Reißmann) und ein Sägewerk (Seltmann), die bis Anfang der 1960er Jahre existierten.  
Von Ehrenzipfel aus verläuft die deutsch-tschechische Staatsgrenze in südöstlicher Richtung über den Kaffenberg nach Tellerhäuser und weiter nach Oberwiesenthal. Das ausgedehnte Waldgebiet rings um den Ort kann im Sommer und Winter für ausgedehnte Wanderungen und Skitouren (grenzüberschreitende Loipe) benutzt werden.

## Wettinplatz
Etwa 350 Meter nach dem Ortsausgang in Richtung Tellerhäuser befindet sich rechts der Straße der Wettinplatz, der ab 1991 vom Erzgebirgszweigverein Rittersgrün grundhaft erneuert und 1992 eingeweiht wurde. Der Platz wird vom Wettinbrunnen dominiert, der 1889 zum Andenken an das 800-jährige Jubiläum des sächsischen Herrschergeschlechts Wettin errichtet wurde. Wenige Meter entfernt befindet sich das Mundloch der Fuchsloch-Fundgrube, die vermutlich im 15. oder 16. Jahrhundert angeschlagen wurde und heute von Besuchern befahren werden kann. Der Wettinplatz ist seit 1995 an den Anton-Günther-Weg angebunden. Seit 1996 erinnert ein Gedenkstein an den erzgebirgischen Sänger und Volksdichter.

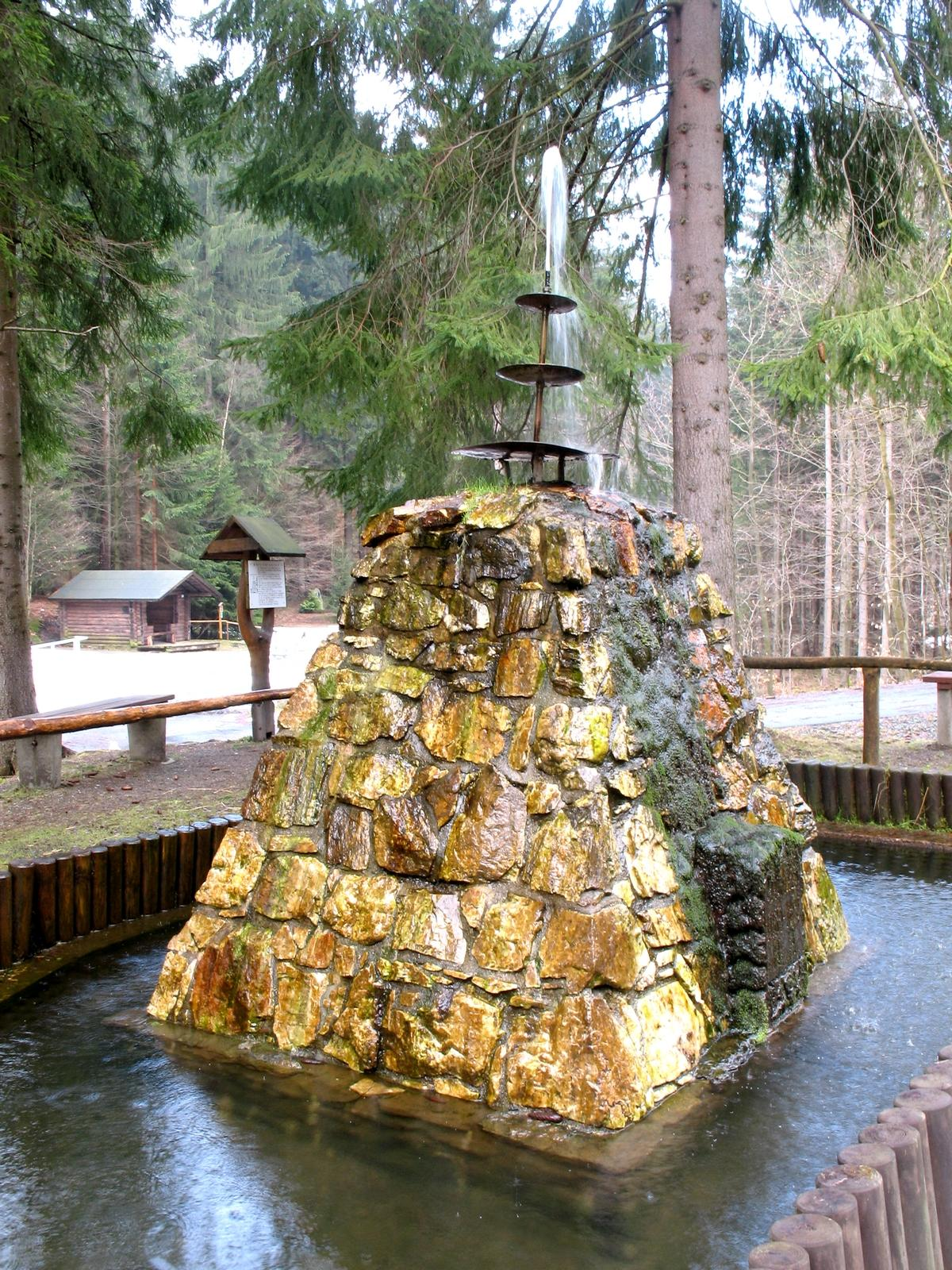
Wettinbrunnen
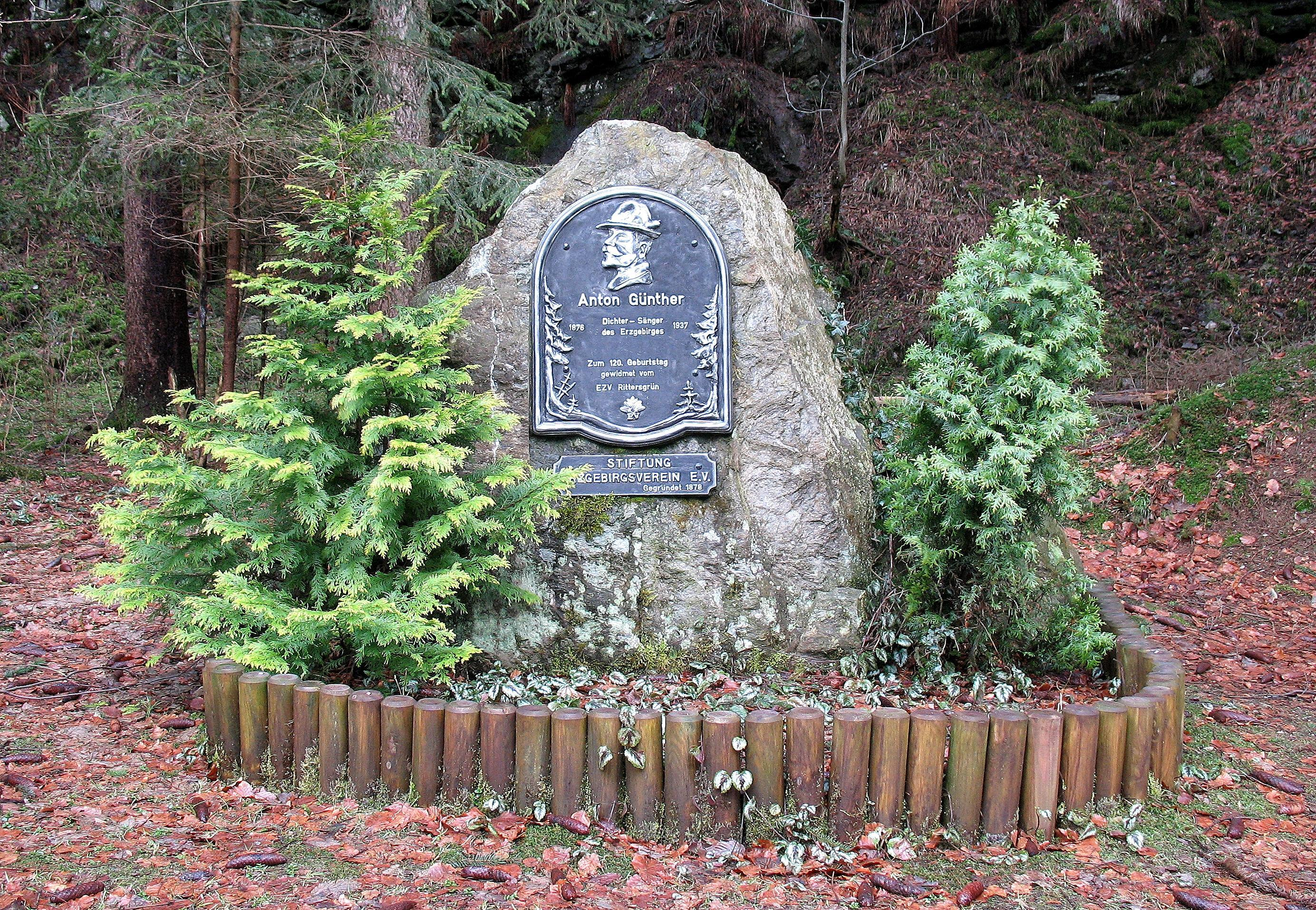
Anton-Günther-Gedenkstein
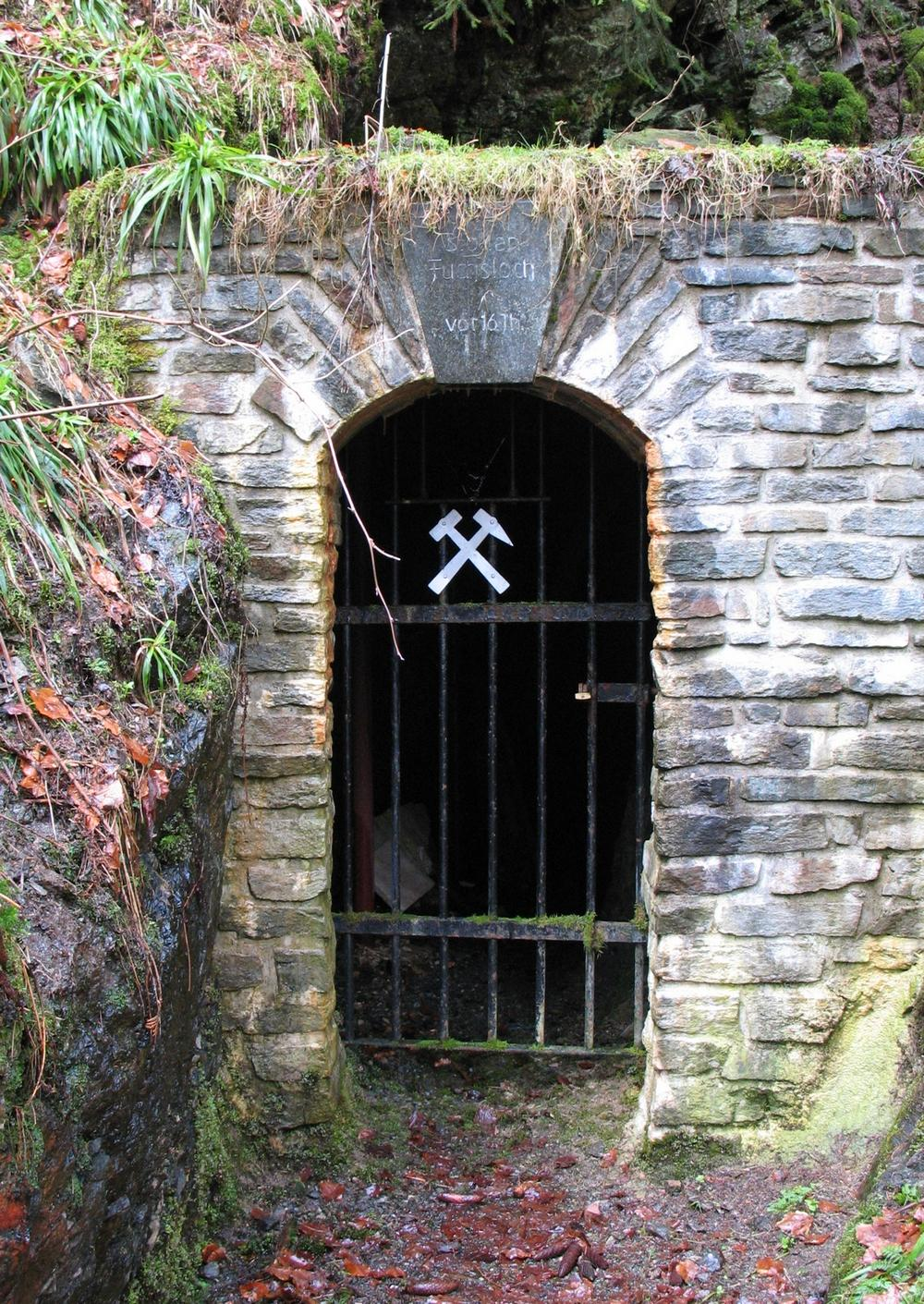
Mundloch des Fuchsstollns